# Louis Couturat
Luís Couturat (17 de Janeiro de 1868 - 3 de Agosto de 1914) foi um lógico, matemático, filósofo e linguista francês.

## Vida
Nascido Paris, foi educado em filosofia e matemática na Escola Normal Superior de Paris. Ele se formou professor, primeiro na Universidade de Tolosa, depois no Colégio de França.
Ele era o defensor francês da lógica simbólica que surgiu nos anos que antecederam a Primeira Guerra Mundial graças aos trabalhos de Charles Peirce, Giuseppe Peano e sua escola, e especialmente graças ao Principia Mathematica escrito por Alfred North Whitehead e ao amigo e correspondente de Couturat, Bertrand Russell. Tal como Russell e Whitehead, Couturat via a lógica simbólica como uma ferramenta de avanço tanto a matemática quanto a filosofia. Nesta última, ele se opunha a Henri Poincaré, que criticou os esforços de Couturat para despertar os interesses dos franceses em lógica simbólica. Com o benefício do distanciamento no tempo, podemos ver que Couturat estava em grande sintonia com o logicismo de Russell e Whitehead, enquanto Poincaré antecipou o intuicionismo de Luitzen Brouwer.
A primeira grande publicação de Couturat teve seu próprio nome, e foi feita em 1896. Em 1901, ele publicou "A lógica de Leibnitz" (La Logique de Leibniz), um detalhado estudo da obra do lógico alemão Gottfried Leibniz baseado no seu exame de sua obra Nachlass, em Hanôver. Apesar de Leibnitz ter morrido em 1716, a obra Nachlass foi catalogada apenas em 1895, e somente na época foi possível determinar a extensão de seus trabalhos até então inéditos. Em 1903, Couturat publicou muito daquele trabalho em outro grande volume, chamado Opuscules et Fragments Inedits de Leibniz, contendo muito dos documentos que examinou enquanto escrevia La Logique. Couturat foi assim o primeiro a constatar que Leibniz era o grande nome da lógica nos mais de 2000 anos que separam Aristóteles de George Boole e Augustus De Morgan. Uma significativa parte do renascimento das obras de Leibniz no século XX se deu graças aos esforços editoriais e exegéticos de Couturat. Seu trabalho sobre Leibniz atraiu Bertrand Russell, também autor de um livro de 1900 sobre Leibniz, e assim começou a correspondência pessoal e a amizade entre os dois.
In 1905, Couturat publicou uma tradução de Principles of Mathematics de Russell, com um comentário sobre a lógica matemática e a matemática básica da época, e depois L'Algèbre de la logique, uma introdução clássica à lógica algébrica de George Boole, Charles Peirce e Ernst Schröder.
Em 1907, Couturat ajudou a criar a língua artificial Ido, em parte baseada no Esperanto, e foi o principal defensor do Ido pelo resto de sua vida. Ao defender uma língua artificial construída de acordo com princípios lógicos e com um vocabulário desenvolvido a partir de línguas européias existentes, Couturat se equiparou à defesa feita por Peano da Interlingua. Ao dar força ao Ido, Couturat seguiu os passos de Leibniz, que postulava a criação de uma língua universal simbólica, que ele chamava de characteristica universalis.
Couturat, um pacifista assumido, tornou-se uma das primeiras vítimas da Primeira Guerra Mundial, quando seu automóvel, no dia 3 de Agosto  de 1914, foi atingido por um veículo pesado que transportava ordens de mobilização para o Exército Francês.